# Jens Smedegaard
Jens Oluf Smedegaard Hansen (født 16. juni 1957 i Aalborg) er en tidligere dansk sprinter. 

## Karriere
Han stillede i starten af sin karriere op for Ringsted IF (-1976), senere for Glostrup IC (1977-1980) og sidst i sin karriere for Sparta (1981-). 
Han havde i mange år de danske rekorder i to løbediscipliner 200 meter (20,52 sekunder, sat i 1979, slået af Simon Hansen i 2021) og 400 meter (45,89 sekunder, sat i 1980, slået i 2013 af Nick Ekelund-Arenander). 
Jens Smedegaard Hansen havde også den danske rekord på 100 meter med 10,56, en rekord han satte i 1981.
Jens Smedegaard Hansen deltog på 400 meter ved OL 1980 i Moskva, hvor han i indledende heat løb 47,01 og med en fjerdeplads i sit heat kvalificerede sig til kvartfinalen. Her satte han sin danske rekord på 45,89, hvilket rakte til en tredjeplads og gav adgang til semifinalen. Her løb han på 47,00, hvilket gav en syvendeplads og ikke adgang til finalen.
Gennem sin karriere vandt han tolv individuelle danske mesterskaber. Jens Smedegaard Hansen blev 1975 kåret til "Årets fund" af Politiken.

## Internationale mesterskaber
- 1980 OL 400 meter: 45,89 s
- 1978 EM 400 meter: 47,35 s

### Internationale ungdomsmesterskaber
- 1975 JEM 100 meter: 15. plads, 11,08 s
- 1975 JEM 200 meter: 15. plads, 22,34 s

## Danske mesterskaber
- Sølv 1983 400 meter:  47,43 s
- Guld 1981 100 meter:  10,56 s
- Guld 1980 100 meter:  10,70 s
- Guld 1980 200 meter:  21,99 s
- Guld 1980 400 meter:  48,82 s
- Sølv 1980 4 x 100 meter: 42,59 s
- Guld 1979 100 meter:  10,81 s
- Guld 1979 200 meter:  21,28 s
- Guld 1979 400 meter:  47,90 s
- Guld 1979 60 meter inde:  6,8 s
- Guld 1977 100 meter:  10,91 s
- Guld 1977 200 meter:  21,69 s
- Sølv 1977 4 x 100 meter: 42,82 s
- Guld 1975 100 meter:  10,74 s
- Guld 1975 200 meter:  22,08 s

Listen er ikke komplet; stafetmedaljer med Sparta savnes.

## Danske rekorder
- 200 meter: 20,52 (+1,8 m/s), Mexico City 12. september 1979
- 400 meter: 45,89, OL 1980 Moskva, 28 juli 1980 (kvartfinale)

Ungsenior-rekorder
- 200 meter: 20,52 (+1,8 m/s), Mexico City 12. september 1979
- 400 meter: 46,32, 8.september 1979